# 諸寄駅
諸寄駅（もろよせえき）は、兵庫県美方郡新温泉町諸寄字岡にある、西日本旅客鉄道（JR西日本）山陰本線の駅である。

## 歴史
- 1931年（昭和6年）7月18日：鉄道省山陰本線浜坂駅 - 居組駅間に諸寄仮停車場として新設。季節営業の臨時駅で、旅客営業のみ行っていた[2]。
- 1938年（昭和13年）6月1日：通年営業の諸寄駅に昇格[3]。
- 1947年（昭和22年）2月11日：貨物取扱開始[4]。
- 1970年（昭和45年）12月15日：日中のみ駅員配置とする[5][6]。
- 1971年（昭和46年）4月1日：貨物取扱廃止[7]。
- 1983年（昭和58年）4月4日：無人駅化[1][8]。
- 1987年（昭和62年）4月1日：国鉄分割民営化に伴い、JR西日本の駅となる[7]。
- 2022年（令和4年）10月1日：組織改正に伴い、近畿統括本部福知山管理部管轄となる。

## 駅構造

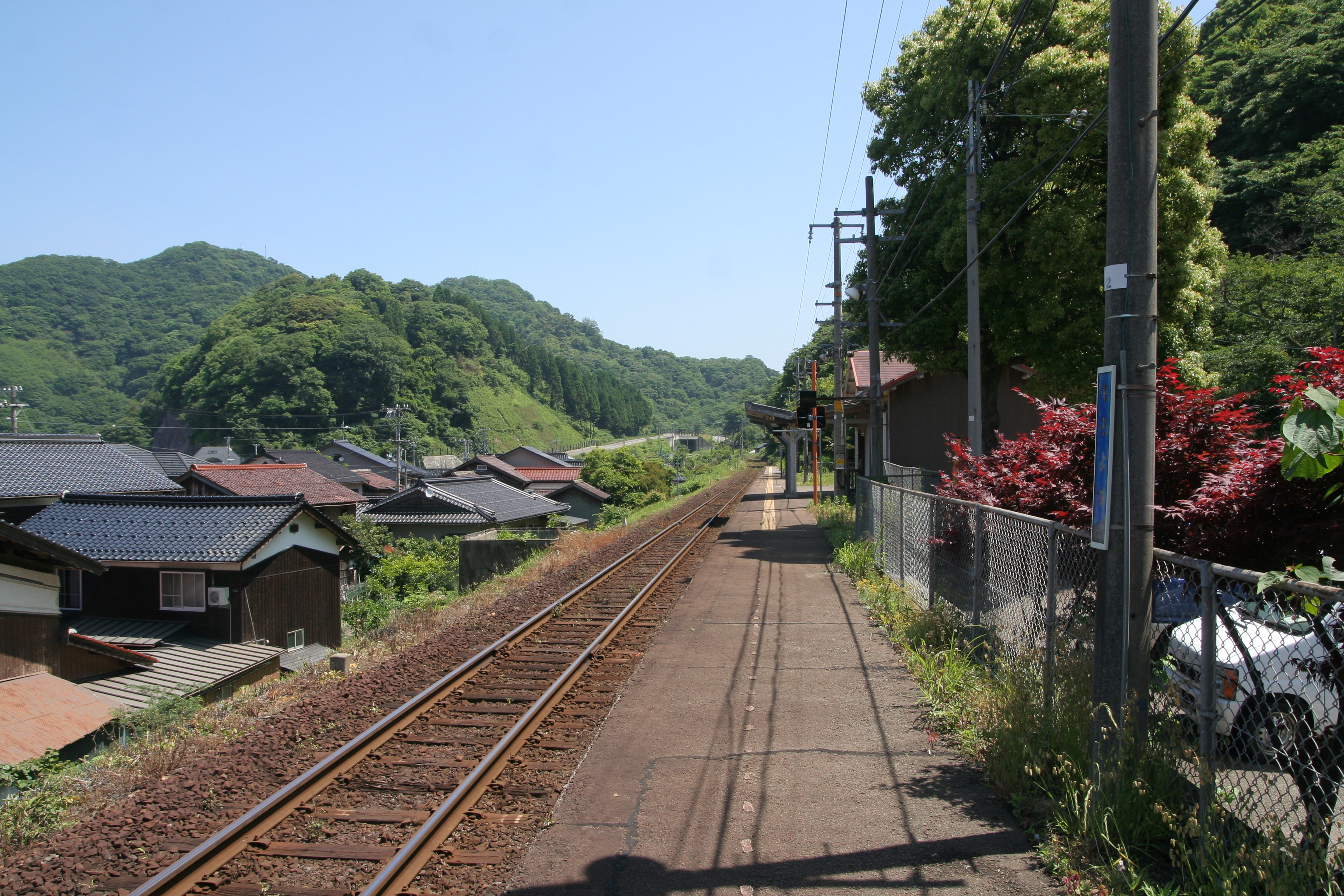
ホーム（2010年6月）

鳥取方面に向かって左側に単式ホーム1面1線を有する地上駅（停留所）。豊岡駅管理の無人駅。駅舎は正式な駅へと格上げされた1938年に建設されたものである。木造駅舎を備える。

## 利用状況
2023年度の1日平均乗降人員は70人である。
近年の1日平均乗車人員の推移は以下の通り。
| 乗車人員推移 | 乗車人員推移 |
| 年度         | 1日平均人数  |
| ------------ | ------------ |
| 2000         | 98           |
| 2001         | 101          |
| 2002         | 99           |
| 2003         | 99           |
| 2004         | 78           |
| 2005         | 74           |
| 2006         | 60           |
| 2007         | 65           |
| 2008         | 67           |
| 2009         | 69           |
| 2010         | 62           |
| 2011         | 68           |
| 2012         | 64           |
| 2013         | 71           |
| 2014         | 70           |
| 2015         | 63           |
| 2016         | 49           |
| 2020         | 35           |

## 駅周辺
- 諸寄海水浴場
- 諸寄郵便局
- 国道178号
- 兵庫県道168号諸寄停車場線
- 兵庫県道262号岸田諸寄線

## 隣の駅
西日本旅客鉄道（JR西日本）
 山陰本線
浜坂駅 - 諸寄駅 - 居組駅